# Критерий Дарбина — Уотсона
Критерий Дарбина—Уотсона (или DW-критерий) — статистический критерий, используемый для тестирования автокорреляции первого порядка элементов исследуемой последовательности. Наиболее часто применяется при анализе временных рядов и остатков регрессионных моделей.

## Статистика Дарбина—Уотсона
Критерий назван в честь Джеймса Дарбина и Джеффри Уотсона. Критерий Дарбина—Уотсона рассчитывается по следующей формуле:
{\displaystyle {\begin{aligned}&DW={\frac {\sum \limits _{t=2}^{T}(e_{t}-e_{t-1})^{2}}{\sum \limits _{t=1}^{T}e_{t}^{2}}}={\frac {\sum \limits _{t=2}^{T}e_{t}^{2}+\sum \limits _{t=2}^{T}e_{t-1}^{2}-2\sum \limits _{t=2}^{T}e_{t}e_{t-1}}{\sum \limits _{t=1}^{T}e_{t}^{2}}}=\\&={\frac {\sum \limits _{t=2}^{T}e_{t}^{2}+\sum \limits _{t=1}^{T-1}e_{t}^{2}-2\sum \limits _{t=2}^{T}e_{t}e_{t-1}}{\sum \limits _{t=1}^{T}e_{t}^{2}}}={\frac {e_{1}^{2}+e_{T}^{2}+2\sum \limits _{t=2}^{T-1}e_{t}^{2}-2\sum \limits _{t=2}^{T}e_{t}e_{t-1}}{\sum \limits _{t=1}^{T}e_{t}^{2}}}\approx \\&\approx 2-2{\frac {\sum \limits _{t=2}^{T}e_{t}e_{t-1}}{\sum \limits _{t=1}^{T}e_{t}^{2}}}=2(1-\rho _{1}),\end{aligned}}}
где {\displaystyle \rho _{1}} — коэффициент автокорреляции первого порядка.
Подразумевается, что в модели регрессии {\displaystyle {\vec {Y}}={\boldsymbol {X}}{\vec {\beta }}+{\vec {\varepsilon }}} ошибки специфицированы как {\displaystyle \varepsilon _{t}=\rho \varepsilon _{t-1}+v_{t}}, где {\displaystyle v_{t}} распределено, как белый шум. {\displaystyle \mathbb {E} (\varepsilon _{t})=0}, {\displaystyle \mathop {\mathrm {Var} } (\varepsilon _{t})={\frac {\sigma _{v}^{2}}{1-\rho ^{2}}}}, а {\displaystyle \mathop {\mathrm {Corr} } (\varepsilon _{t},\varepsilon _{t-1})=\rho }, где {\displaystyle |\rho |<1}.
В случае отсутствия автокорреляции {\displaystyle DW=2}; при положительной автокорреляции {\displaystyle DW} стремится к нулю а при отрицательной — к 4:
{\displaystyle {\begin{cases}\rho _{1}=0\Rightarrow DW=2;\\\rho _{1}=1\Rightarrow DW=0;\\\rho _{1}=-1\Rightarrow DW=4.\end{cases}}}
На практике применение критерия Дарбина—Уотсона основано на сравнении величины {\displaystyle DW} с теоретическими значениями {\displaystyle d_{L}} и {\displaystyle d_{U}} для заданного числа наблюдений {\displaystyle n}, числа независимых переменных модели {\displaystyle k} и уровня значимости {\displaystyle \alpha }.
1. Если {\displaystyle DW<d_{L}}, то гипотеза о независимости случайных отклонений отвергается (следовательно, присутствует положительная автокорреляция);
2. Если {\displaystyle DW>d_{U}}, то гипотеза не отвергается;
3. Если {\displaystyle d_{L}<DW<d_{U}}, то нет достаточных оснований для принятия решений.

Когда расчётное значение {\displaystyle DW} превышает 2, то с {\displaystyle d_{L}} и {\displaystyle d_{U}} сравнивается не сам коэффициент {\displaystyle DW}, а выражение {\displaystyle (4-DW)}.
Также с помощью данного критерия выявляют наличие коинтеграции между двумя временными рядами. В этом случае проверяют гипотезу о том, что фактическое значение критерия равно нулю. С помощью метода Монте-Карло были получены критические значения для заданных уровней значимости. В случае, если фактическое значение критерия Дарбина—Уотсона превышает критическое, то нулевую гипотезу об отсутствии коинтеграции отвергают.

## Недостатки
1. Неприменим к моделям авторегрессии, а также к моделям с гетероскедастичностью условной дисперсии и GARCH-моделям.
2. Не способен выявлять автокорреляцию второго и более высоких порядков.
3. Даёт достоверные результаты только для больших выборок[2].
4. Не подходит для моделей без свободного члена (для них статистика, аналогичная {\displaystyle DW}, была рассчитана Farebrother).
5. Дисперсия коэффициентов будет расти, если {\displaystyle v} имеет распределение, отличающееся от нормального.

## h-критерий Дарбина
Критерий Дарбина—Уотсона неприменим для моделей авторегрессии, так как он для подобного рода моделей может принимать значение, близкое к двум, даже при наличии автокорелляции в остатках. Для этих целей используется {\displaystyle h}-критерий Дарбина.
{\displaystyle h}-статистика Дарбина применима тогда, когда среди объясняющих регрессоров есть {\displaystyle Y_{t-1}}. На первом шаге методом МНК строится регрессия. Затем критерий {\displaystyle h} Дарбина применяется для выявления автокорреляции остатков в модели с распределёнными лагами:
{\displaystyle h=\left(1-{\frac {1}{2}}DW\right){\sqrt {\frac {n}{1-n\cdot \mathop {\mathrm {Var} } ({\hat {\gamma }})}}},}
где
- {\displaystyle n} — число наблюдений в модели;
- {\displaystyle \mathop {\mathrm {Var} } ({\hat {\gamma }})} — оценка дисперсии коэффициента при лаговой результативной переменной {\displaystyle Y_{t-1}}.

При увеличении объёма выборки распределение {\displaystyle h}-статистики стремится к нормальному с нулевым математическим ожиданием и дисперсией, равной 1. Поэтому гипотеза об отсутствии автокорреляции остатков отвергается, если фактическое значение {\displaystyle h}-статистики оказывается больше, чем критическое значение нормального распределения.
Ограничение данной статистики следует из её формулировки: в формуле присутствует квадратный корень, следовательно, если дисперсия коэффициента при {\displaystyle Y_{t-1}} велика, то процедура невыполнима.

## Критерий Дарбина — Уотсона для панельных данных
Для панельных данных используется немного видоизменённый критерий Дарбина—Уотсона:
{\displaystyle dw_{p}={\dfrac {\sum \limits _{i=1}^{N}\sum \limits _{t=2}^{T}(e_{i,\;t}-e_{i,\;t-1})^{2}}{\sum \limits _{i=1}^{N}\sum \limits _{t=1}^{T}e_{i,\;t}^{2}}}.}
В отличие от критерия Дарбина—Уотсона для временных рядов, в этом случае область неопределенности является очень узкой, в особенности для панелей с большим количеством индивидуумов.